# Canal Nou 24
 (décembre 2022).
Si vous disposez d'ouvrages ou d'articles de référence ou si vous connaissez des sites web de qualité traitant du thème abordé ici, merci de compléter l'article en donnant les références utiles à sa vérifiabilité et en les liant à la section « Notes et références ».
Canal Nou 24 (Canal Nou Vint-i-quatre, également connu sous le nom de 9/24, Nou 24 ou Canal 9/24) était une chaîne de télévision publique d'information en continu espagnole. Elle appartient à la Radio Télévision valencienne (RTVV), organisme public de la Communauté valencienne. Lancée le 1er mars 2009, elle cesse d'émettre le 29 novembre 2013.

## Historique
La chaîne voit le jour le 1er mars 2009 sous le nom de 24/9. Elle est alors reprise exclusivement par la télévision numérique terrestre (TDT), dans le multiplexe de RTVV, couvrant près de 96 % de la Communauté valencienne. Le 30 mars 2009, elle est également reprise sur le réseau hertzien analogique, en remplacement de Punt 2.
Canal Nou 24 est une chaîne spécialisée dans l'information, qu'elle soit régionale, nationale ou internationale. Elle diffuse des bulletins d'information de quinze minutes toutes les demi-heures. La grille des programmes comprend également des reportages, des émissions d'investigation, des interviews de personnes faisant la une de l'actualité et des rubriques thématiques. Elle comprend par ailleurs des rediffusions des journaux télévisés de Canal Nou et de Canal Nou Dos (24/9 Nit et 24/9 Sords).
Au début, quatre présentateurs alternent à l'antenne. En semaine, les journaux du matin sont présentés par Anna Valls, ceux de l'après-midi par Arnau Benlloch et ceux de la nuit par Josep Puchades. Le week-end, Nàdia Alonso prend le relais, mais cette dernière disparaît des écrans au mois de février 2010. Les quatre journalistes sont des visages connus des téléspectateurs valenciens : Anna Valls et Josep Puchades ont longtemps collaboré aux journaux télévisés de Canal Nou, tandis que Nàdia Alonso et Arnau Benlloch se sont fait connaître au travers d'émissions populaires sur Canal Nou ou Punt 2. Le 20 mars 2009, José Luís Torró, transfuge du 24.2 Noticies de Punt 2, fait son apparition sur la chaîne, présentant les journaux télévisés de la nuit (Nou 24 Nit). Enfin, Elena Avivar et Paloma Insa, « jokers » de la chaîne pendant l'été 2009, intègrent par la suite l'équipe de Canal Nou 24.
Elle cesse d'émettre le 29 novembre 2013, comme l'ensemble des chaînes du groupe RTVV.

### Sources
- (es) Cet article est partiellement ou en totalité issu de l’article de Wikipédia en espagnol intitulé « Nou 24 » (voir la liste des auteurs).